# Єремія (телесеріал)
«Єремія» (ісп. Jeremiah) — американський постапокаліптичний телесеріал, створений продюсером і сценаристом Джозефом Майклом Стражинським при фінансуванні медіакомпанії MGM для телеканалу Showtime. Він оснований на серії однойменних графічних романів бельгійського художника Германа Гаппо, і це найперша телесеріального адаптація європейських коміксів у Сполучених Штатах.
Телесеріал «Єремія» знімався в Ванкувері, Канада. Головного героя Єремію зіграв актор Люк Перрі, який прославився роллю похмурого Ділана Маккея в серіалі «Беверлі-Гіллз, 90210». Також в одній із серій «Єремії» з'явилася ще одна зірка «Беверлі-Гіллз» - Джейсон Прістлі. У другому сезоні в ролі загадкового містера Сміта до серіалу приєднався актор Шон Астін, відомий по кінотрилогії «Володар перснів». Прем'єра «Єремії» відбулася 3 березня 2002 року. Виробництво серіалу закінчилося в 2003 році через розбіжності між Стражинським і керівництвом MGM.
У січні 2004 року перший сезон «Єремії» вийшов у вигляді DVD-боксу з шести дисків, куди крім двадцяти серій телесеріалу увійшли різноманітні бонуси. Про вихід другого (завершального) сезону серіалу на DVD офіційна інформація відсутня.

## Синопсис
Дії відбуваються у 2021 році, через 15 років після епідемії «Великої смерті», яка знищила більшу частину населення Землі. У живих залишилися тільки ті, хто не досяг статевої зрілості. Всі ці роки діти, які росли завдяки тому, що залишилося від колишнього світу. Тепер вже дорослими вони змушені або вироджуватися далі, продовжуючи жити користуючись з того, що залишилося, або почати відновлювати світ.
Очевидно, що назва серіалу пов'язано з одним з персонажів Старого Завіту пророком Єремією. На це, зокрема, вказує те, що Єремія після навали вавилонян на Єрусалим залишився у зруйнованому місті оплакувати руїни. Окрім цього, старозавітний пророк неодноразово передрікав небезпечні події, а також брав участь в ідеологічній кампанії проти язичництва, бувши дуже молодим. В історію він увійшов як персонаж, який, попри свою правоту, був відкинутий власним народом.

## Персонажі
Більшість персонажів — це ті, що вижили після епідемії, яким тепер під тридцять років або менше.
- Єремія (Люк Перрі) — Головний герой, який мандрує в пошуках загадкового місця під назвою Сектор Валгалла, про який перед смертю розповідав його батько. Саме там ті, які вижили зможуть знайти надію.
- Курди Маллоу (Мальколм-Джамал Ворнер) - Цинічний і запальний напарник Єремії.
- Містер Сміт (Шон Астін) - Виверткий помічник Курді в другому сезоні серіалу. Він постачає Курді загадкові послання, стверджуючи, що отримує їх від Бога.
- Маркус Александр (Пітер Стеббінгс) - Лідер Грозової гори, колонії, яка розташувалася в горі Шайєнн, колишній штаб-квартирі Об'єднаного командування ППО північноамериканського континенту. Він намагається об'єднатися з іншими вцілілими, щоб почати відновлювати світ.
- Ерін (Інгрід Кавелаарс) - Права рука Маркуса в Грозовій горі.
- Лі Чен (Байрон Лоусон) - повернені на безпеці й геть позбавлений почуття гумору мешканець Грозової гори.
- Меган Лі Роуз (С'юзі Йоахім) - Найдоросліша в світі з усіх відомих людей, які вціліли після епідемії. Вона є носієм смертельного вірусу, який знищив майже все людство, хоча це не вбило її саму. Меган живе в стримуючої біологічну небезпеку кімнаті в Грозовій горі.
- Єзекіль (Алекс Захара) - Таємнича фігура, яка постачає Єремію загадковими пророцтвами про його майбутнє і захищає його від небезпек.
- Тео Колрідж (Кім Готорн) - Сувора керуюча Клерфілдом в Колорадо.
- Елізабет Манро (Кендіс МакКлюр) - Одна з мешканців Грозової гори, куди Єремія й Курді вперше потрапили, щоб повідомити про смерть її друга.
- Девон (Роберт Вісдом) - Вчений, батько Єремії, який, як виявилося, не помер під час Великої смерті, а знаходився в Секторі Валгалла, вивчаючи епідемію.
- Ліберті «Ліббі» Кауфман (Джоанн Келлі) - Помічниця Девона в Секторі Валгалла і покровителька Єремії.
- Чайна (Женев Бюкнер)

## Серії
В дужках вказано дату прем'єри серії
| 1. The Long Road: Part 1 (3 березня 2002) 2. The Long Road: Part 2 (3 березня 2002) 3. Man of Iron, Woman Under Glass (15 березня 2002) 4. And the Ground, Sown with Salt (22 березня 2002) 5. To Sail Beyond the Stars (29 березня 2002) 6. The Bag (5 квітня 2002) 7. City of Roses (12 квітня 2002) 8. Firewall (19 квітня 2002) 9. Red Kiss (26 квітня 2002) 10. Journeys End in Lovers Meeting (3 травня 2002) 11. Thieves' Honor (10 травня 2002) 12. The Touch (17 травня 2002) 13. Mother of Invention (24 травня 2002) 14. Tripwire (31 травня 2002) 15. Ring of Truth (7 червня 2002) 16. Moon in Gemini (14 червня 2002) 17. Out of the Ashes (28 червня 2002) 18. A Means to an End (5 липня 2002) 19. Things Left Unsaid: Part 1 (12 липня 2002) 20. Things Left Unsaid: Part 2 (19 липня 2002) | 1. Letters from the Other Side: Part 1 (10 жовтня 2003) 2. Letters from the Other Side: Part 2 (17 жовтня 2003) 3. Strange Attractors (24 жовтня 2003) 4. Deux Ex Machina (31 жовтня 2003) 5. Rites of Passage (31 жовтня 2003) 6. The Mysterious Mr. Smith (7 листопада 2003) 7. Voices in the Dark (7 листопада 2003) 8. Crossing Jordan (1 грудня 2003) 9. Running on Empty (8 грудня 2003) 10. The Question (15 грудня 2003) 11. The Past Is Prologue (22 грудня 2003) 12. The Face in the Mirror (29 грудня 2003) 13. The State of the Union (5 січня 2004) 14. Interregnum: Part 1 (12 січня 2004) 15. Interregnum: Part 2 (19 січня 2004) |